# Kevin García Martínez
Kevin García Martínez (Palma de Mallorca, Islas Baleares, 8 de septiembre de 1989) es un futbolista español. Juega de defensa en el C. D. Andrach de la Segunda Federación.

## Trayectoria
Se inició en la cantera del Real Club Deportivo Mallorca con el que jugó varias temporadas en el primer equipo, llegando a jugar en Primera y Segunda División en el cuadro balear. En verano de 2013 firmó con el Panetolikos griego. En febrero de 2017, tras estar sin equipo, firmó con el Centre d'Esports L'Hospitalet.
En 2017 firmó por una temporada por el Club Deportivo Guijuelo. En julio de 2018 fichó por el Burgos Club de Fútbol. En julio de 2019 se convirtió en nuevo jugador del Real Murcia.
En diciembre de ese mismo año se hizo oficial su vuelta al Panetolikos. Abandonó el club al finalizar la temporada y en octubre de 2020 firmó con el Xanthi F. C. En enero de 2022, tras estar sin equipo, fichó por el C. D. Andrach.

## Clubes
| Club                  | País   | Año       |
| --------------------- | ------ | --------- |
| R. C. D. Mallorca "B" | España | 2008-2010 |
| R. C. D. Mallorca     | España | 2010-2014 |
| Panetolikos           | Grecia | 2014-2016 |
| C. E. L'Hospitalet    | España | 2017      |
| C. D. Guijuelo        | España | 2017-2018 |
| Burgos C. F.          | España | 2018-2019 |
| Real Murcia C. F.     | España | 2019      |
| Panetolikos           | Grecia | 2020      |
| Xanthi F. C.          | Grecia | 2020-2021 |
| C. D. Andrach         | España | 2022-     |